# Salvins modderschildpad
Salvins modderschildpad (Staurotypus salvinii) is een schildpad uit de familie modder- en muskusschildpadden (Kinosternidae).
De soort werd voor het eerst wetenschappelijk beschreven door John Edward Gray in 1864. Oorspronkelijk werd de wetenschappelijke naam Staurotypus (Stauremys) salvinii gebruikt. De naam is een eerbetoon aan de Britse zoöloog Osbert Salvin.
De schildpad komt voor in delen van Midden-Amerika in de landen Belize, El Salvador, Guatemala en Mexico.